# David Silva (kabowerdeński piłkarz)
David Mendes da Silva (ur. 11 października 1986 w Coimbrze) – kabowerdeński piłkarz grający na pozycji lewego pomocnika. Od 2019 roku jest zawodnikiem klubu US Mondorf-les-Bains.

## Kariera klubowa
Swoją karierę piłkarską Silva rozpoczął klubie FC Porto. W sezonie 2005/2006 grał w rezerwach tego klubu. W 2006 roku odszedł do GD Tourizense. Występował w nim przez dwa sezony, do 2008 roku.
W 2008 roku Silva przeszedł do bułgarskiego Łokomotiwu Mezdra. W Łokomotiwie zadebiutował 9 sierpnia 2008 w przegranym 0:2 wyjazdowym meczu ze Spartakiem Warna. W Łokomotiwie spędził rundę jesienną sezonu 2008/2009.
Na początku 2009 roku Silva został zawodnikiem CSKA Sofia. W CSKA swój debiut zanotował 7 marca 2009 w zwycięskim 3:0 wyjazdowym meczu z Belasicą Petricz. W debiucie zdobył gola. W CSKA grał do końca 2009 roku. Na początku 2010 roku odszedł do CD Castellón. Grał w nim przez pół roku.
W 2010 roku Silva został zawodnikiem Kilmarnocku. W Scottish Premier League swój debiut zaliczył 14 sierpnia 2010 w przegranym 1:2 wyjazdowym meczu z Rangers. Zawodnikiem Kilmarnocku był do końca sezonu 2011/2012.
Latem 2012 Silva wrócił do Portugalii. Został piłkarzem SC Olhanense, w którym zadebiutował 17 sierpnia 2012 w domowym meczu z GD Estoril-Praia (2:1).
| Sezon   | Klub                 | Kraj       | Rozgrywki         | Mecze | Bramki |
| ------- | -------------------- | ---------- | ----------------- | ----- | ------ |
| 2005/06 | FC Porto B           | Portugalia | Segunda Divisão   | 19    | 3      |
| 2006/07 | GD Tourizense        | Portugalia | Segunda Divisão   | 7     | 0      |
| 2007/08 | GD Tourizense        | Portugalia | Segunda Divisão   | 33    | 4      |
| 2008/09 | Łokomotiw Mezdra     | Bułgaria   | A PFG             | 15    | 2      |
| 2008/09 | CSKA Sofia           | Bułgaria   | A PFG             | 11    | 1      |
| 2009/10 | CSKA Sofia           | Bułgaria   | A PFG             | 2     | 0      |
| 2009/10 | CD Castellón         | Hiszpania  | Segunda División  | 10    | 0      |
| 2010/11 | Kilmarnock           | Szkocja    | Premier League    | 29    | 4      |
| 2011/12 | Kilmarnock           | Szkocja    | Premier League    | 16    | 0      |
| 2012/13 | SC Olhanense         | Portugalia | Primeira Liga     | 18    | 1      |
| 2013/14 | Kilmarnock           | Szkocja    | Premier League    | 3     | 0      |
| 2015    | FF Jaro              | Finlandia  | Veikkausliiga     | 10    | 0      |
| 2016    | Bangkok FC           | Tajlandia  | Thai League 2     | 20    | 9      |
| 2017    | Songkhla United      | Tajlandia  | Thai League 2     | ?     | ?      |
| 2018/19 | US Mondorf-les-Bains | Luksemburg | Nationaldivisioun | 11    | 0      |
| 2019/20 | US Mondorf-les-Bains | Luksemburg | Nationaldivisioun |       |        |

## Kariera reprezentacyjna
W reprezentacji Republiki Zielonego Przylądka Silva zadebiutował w 2012 roku. W 2013 roku został powołany do kadry na Puchar Narodów Afryki 2013.